# Matthew Tkachuk
Matthew Tkachuk (né le 11 décembre 1997 à Scottsdale dans l'État d'Arizona aux États-Unis) est un joueur professionnel américain de hockey sur glace. Il évolue au poste d'ailier gauche.

## Biographie

### Carrière junior
Né à Scottsdale en Arizona, le fils de Keith Tkachuk a grandi dans l'État du Missouri. Issu du programme de développement américain, il rejoint en 2015 les Knights de London de la Ligue de hockey de l'Ontario qui l'avaient repêché deux ans plus tôt. À sa première saison à London, il joue sur la même ligne que Mitchell Marner et Christian Dvorak, où les trois joueurs réalisent plus de cent points, et aide les Knights à gagner la Coupe J.-Ross-Robertson en tant que champions de la LHO. Il remporte également la Coupe Memorial avec l'équipe. À la suite de cette saison, il est repêché au 6e rang par les Flames de Calgary lors du repêchage d'entrée dans la LNH 2016, tout juste derrière son coéquipier des Knights Olli Juolevi.

### Carrière en club
Le 22 juillet 2022, il est échangé aux Panthers de la Floride avec un choix conditionnel de 4e ronde en 2025 en retour de Jonathan Huberdeau, MacKenzie Weegar, Cole Schwindt et d'un choix conditionnel de 1er tour en 2025.
Il remporte la Coupe Stanley 2024 avec les Panthers de la Floride en s’imposant face aux Oilers d’Edmonton en 7 matchs.

### Carrière internationale
Au niveau international, il représente les États-Unis en sélection jeune.

## Statistiques

### En club
| Saison     | Équipe                       | Ligue          |     | Saison régulière | Saison régulière | Saison régulière | Saison régulière | Saison régulière |    | Séries éliminatoires | Séries éliminatoires | Séries éliminatoires | Séries éliminatoires | Séries éliminatoires |
| Saison     | Équipe                       | Ligue          | PJ  | B                | A                | Pts              | Pun              | PJ               | B  | A                    | Pts                  | Pun                  |                      |                      |
| 2013-2014  | US National Development Team | USHL           | 33  | 5                | 12               | 17               | 18               | -                | -  | -                    | -                    | -                    |                      |                      |
| 2014-2015  | US National Development Team | USHL           | 24  | 13               | 20               | 33               | 75               | -                | -  | -                    | -                    | -                    |                      |                      |
| 2015-2016  | Knights de London            | LHO            | 57  | 30               | 77               | 107              | 80               | 18               | 20 | 20                   | 40                   | 42                   |                      |                      |
| 2016       | Knights de London            | Coupe Memorial | 4   | 5                | 3                | 8                | 4                | -                | -  | -                    | -                    | -                    |                      |                      |
| 2016-2017  | Flames de Calgary            | LNH            | 76  | 13               | 35               | 48               | 105              | 4                | 0  | 0                    | 0                    | 4                    |                      |                      |
| 2017-2018  | Flames de Calgary            | LNH            | 68  | 24               | 25               | 49               | 61               | -                | -  | -                    | -                    | -                    |                      |                      |
| 2018-2019  | Flames de Calgary            | LNH            | 80  | 34               | 43               | 77               | 62               | 5                | 2  | 1                    | 3                    | 18                   |                      |                      |
| 2019-2020  | Flames de Calgary            | LNH            | 69  | 23               | 38               | 61               | 74               | 6                | 1  | 1                    | 2                    | 10                   |                      |                      |
| 2020-2021  | Flames de Calgary            | LNH            | 56  | 16               | 27               | 43               | 55               | -                | -  | -                    | -                    | -                    |                      |                      |
| 2021-2022  | Flames de Calgary            | LNH            | 82  | 42               | 62               | 104              | 68               | 12               | 4  | 6                    | 10                   | 20                   |                      |                      |
| 2022-2023  | Panthers de la Floride       | LNH            | 79  | 40               | 69               | 109              | 123              | 20               | 11 | 13                   | 24                   | 74                   |                      |                      |
| 2023-2024  | Panthers de la Floride       | LNH            | 80  | 26               | 62               | 88               | 88               | 22               | 6  | 16                   | 22                   | 27                   |                      |                      |
| Totaux LNH | Totaux LNH                   | Totaux LNH     | 590 | 218              | 361              | 579              | 636              | 69               | 24 | 37                   | 61                   | 153                  |                      |                      |

### En équipe nationale
| Année | Équipe             | Compétition                  |   | PJ | B  | A  | Pts | Pun                |  | Résultat |
| 2014  | États-Unis -17 ans | Défi mondial -17 ans         | 6 | 4  | 3  | 7  | 2   | Médaille d'or      |  |          |
| 2015  | États-Unis -18 ans | Championnat du monde -18 ans | 7 | 2  | 10 | 12 | 4   | Médaille d'or      |  |          |
| 2016  | États-Unis junior  | Championnat du monde junior  | 7 | 4  | 7  | 11 | 6   | Médaille de bronze |  |          |
| 2025  | États-Unis         | Confrontation des 4 nations  | 3 | 2  | 1  | 3  | 5   | Finalistes         |  |          |

## Trophées et honneurs personnels

### Ligue de hockey de l'Ontario
- 2015-2016 :
  - nommé dans la première équipe d'étoiles de la LHO
  - champion de la Coupe J.-Ross-Robertson avec les Knights de London
  - champion de la Coupe Memorial avec les Knights de London

### Ligue nationale de hockey
- 2018-2019 : sélectionné dans l'équipe d'étoiles des recrues
- 2019-2020 : participe au 65e Match des étoiles de la LNH (1)
- 2022-2023 : 
  - participe au 67e Match des étoiles (2)
  - nommé joueur par excellence du 67e Match des étoiles[6]
- 2023-2024 : remporte la Coupe Stanley avec les Panthers de la Floride
- 2024-2025 : remporte la Coupe Stanley avec les Panthers de la Floride